# (8091) 1992 BG
1992 بي جي (ويعرف أيضًا باسم (8091) 1992 بي جي وفق تسمية الكوكب الصغير) (بالإنجليزية: 1992 BG)‏ هو كويكب ضمن حزام الكويكبات؛ وترتيبه 8091 من حيث الاكتشاف.
اكتُشف هذا الجُرم الفلكي بواسطة تاكيشي أوراتا ‏ في 24 يناير 1992.

## وصلات خارجية
- (8091) 1992 BG في قاعدة بيانات مختبر الدفع النفاث لأجرام النظام الشمسي الصغيرة

- الاكتشاف · مخطط المدار ·  العناصر المدارية · المعلمات المادية

- (8091) 1992 BG على موقع ويكي سكاي: DSS2, SDSS, GALEX, IRAS, Hydrogen α, X-Ray, Astrophoto, Sky Map, Articles and images